# Agostinho Fortes Filho
Agostinho Fortes Filho (Rio de Janeiro, 1901. szeptember 9. – 1966. május 2.) brazil labdarúgó-középpályás.